# Hexatoma (Eriocera) euryxantha
Hexatoma (Eriocera) euryxantha is een tweevleugelige uit de familie steltmuggen (Limoniidae). De soort komt voor in het Neotropisch gebied.